# Euvira debilis
Euvira debilis är en skalbaggsart som beskrevs av Sharp 1883. Euvira debilis ingår i släktet Euvira och familjen kortvingar. Inga underarter finns listade i Catalogue of Life.